# Acraea latiapicalis
Acraea latiapicalis är en fjärilsart som beskrevs av James John Joicey och Talbot 1921. Acraea latiapicalis ingår i släktet Acraea och familjen praktfjärilar. Inga underarter finns listade i Catalogue of Life.